# جرأة
الجرأة هي عكس الخجل. والشخص الجريء يمكن أن يكون على استعداد للمخاطرة بالتعرض للخزي أو الرفض في المواقف الاجتماعية، كما يكون على استعداد لكسر قواعد الإتيكيت أو الأدب. ويمكن أن يطلب الشخص الجريء للغاية المال بعنف، أو يمكن أن يدفع شخص ما بصفة دائمة لتنفيذ بعض المطالب، وما إلى ذلك. ولا يكون الشخص الجريء مذمومًا بالضرورة، فيمكن أن يكون الشخص جريئًا، مع كونه هادئًا. وبالتالي، يمكن أن ننظر إلى الجرأة الزائدة عن الحد على أنها وقاحة أو تغطرس. وفي خارج السياق الاجتماعي، فإن «الجرأة» يمكن أن تشير كذلك إلى استعداد الشخص للقيام بالأمور، حتى تلك التي تنطوي على المخاطر، وبالتالي فإنها تكون مرادفًا بشكل كبير للشجاعة.
ولا ترتبط الجرأة دائمًا بالتهور، إلا أنها يمكن أن يكون لها دلالة إيجابية كبيرة. فالتحلي بالجرأة قد يكون خطوة كبيرة في مجال التنمية الاجتماعية. وفي بعض الأحيان، يتم استخدام كلمة «جرأة» بنفس معنى (وبدلاً من) «وقاحة»، حيث يمكن أن يتم عقاب الطفل بسبب «جرأته» عندما يتصرف الطفل بطريقة تفتقد إلى الاحترام تجاه أحد الكبار، أو عندما يسيء الطفل التصرف. ومن الأمثلة النموذجية للجرأة ما يجده العديد من المتخصصين في شخصية فيليمون في الميثولوجيا اليونانية والرومانية.